# Adialytus kaszabi
Adialytus kaszabi är en stekelart som beskrevs av Hajimu Takada 1979. Adialytus kaszabi ingår i släktet Adialytus och familjen bracksteklar. Inga underarter finns listade i Catalogue of Life.